# Anfiteatro delle Tre Gallie
L'anfiteatro delle Tre Gallie di Lugdunum (l'odierna Lione) è un anfiteatro romano incluso nella cinta del santuario federale delle Tre Gallie. Le sue vestigia sono annoverate fra i monumenti storici del 27 novembre 1961.

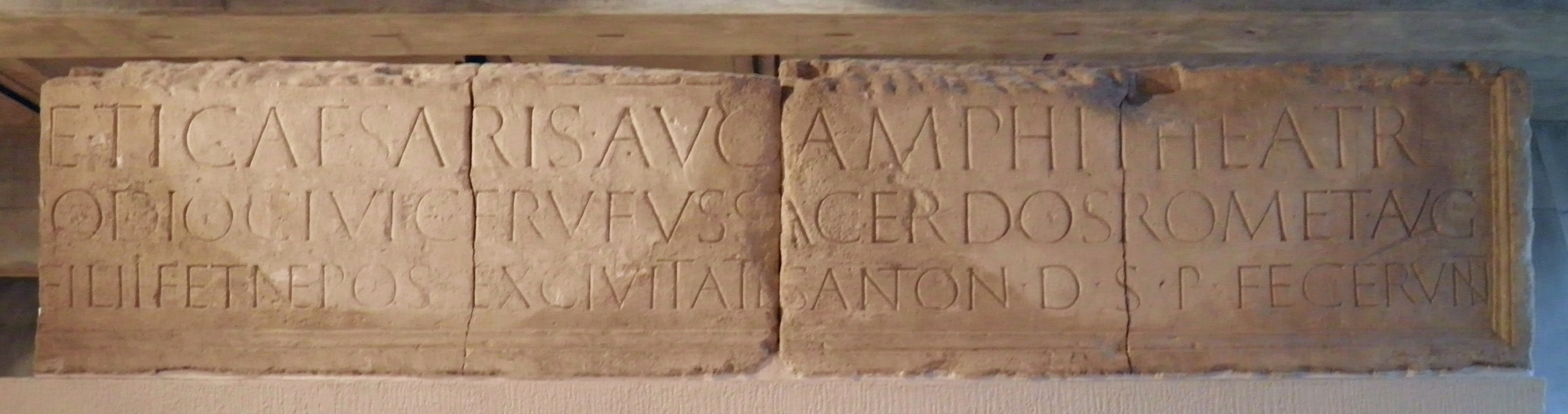
Iscrizione latina su marmo con la dedica a Tiberio Cesare Augusto.

## Prima costruzione
L'anfiteatro è situato ai piedi della collina de La Croix-Rousse, al confluente fra il Rodano e la Saona. Sotto Tiberio avviene l'inaugurazione dell'anfiteatro delle Tre Gallie, nel 19 d.C., grazie alle donazioni di Gaio Giulio Rufo. Un'inscrizione incisa sui blocchi di marmo, ritrovata nel 1957, ha permesso di riallacciare anfiteatro e santuario al culto di Roma e di Augusto, celebrato dalle sessanta tribù galliche riunite a Lugdunum una volta all'anno.
[…]E TI(beris) CAESARIS AVG(vsti) AMPHITHEATR

[…]ODIO C IVL C[?] RVFVS SACERDOS ROM(ae) ET AVG(vsti) 

[…]FILII F. ET NEPOS  [-]X CIVITATE SANTON. D(e) S(ua). P(ecunia).FECERVNT
L'iscrizione può essere completata e tradotta:
Chi ha finanziato la costruzione dell'anfiteatro appartiene a un'antica famiglia gallica di aristocratici di Saintes che hanno ricevuto molto presto la cittadinanza romana. La formula  «filii f(ilius)» è curiosa e vuole affermare l'antichità e la continuità del lignaggio familiare, richiamato sull'Arco di Germanico a Saintes dove un'iscrizione elenca gli antenati dei Rufo.
Altre iscrizioni rinvenute sul sito dell'anfiteatro portano il nome di tribù galliche (Arverni, Tricassi, Biturigi) e confermano l'attribuzione del luogo come santuario federale.
L'arena misura 67,6 m per 41,8 m ed ha le stesse dimensioni di quelle di Nîmes o di Arles, anche se con un numero inferiore di gradini e probabilmente quattro livelli. L'anfiteatro aveva come dimensioni esterne 81 m per 60 m, ossia di parecchio inferiori all'anfiteatro di Nîmes (133 m per 101 m): poteva contenere circa 1800 spettatori.
Gli scavi archeologici hanno rinvenuto un basamento formato da tre mura ellittiche, collegate da muri trasversali ed un canale che circondano l'arena centrale di forma ovale. Il terreno è in leggera pendenza, per cui un muro a volta (oggi scomparsa) sosteneva la parte sud dell'edificio. Un podio addossato ad un muro costituiva la cavea, che contava 4 file di posti. Al contrario degli altri anfiteatri del mondo romano, il podio a Lugdunum non ospitava il pubblico, bensì era riservato ai delegati delle tribù galliche:  le sue ridotte dimensioni (poteva ospitare 1 800 spettatori) erano sufficienti ad accogliere i delegati delle sessanta nazioni galliche.
L'anfiteatro delle Tre Gallie serviva ai giochi che accompagnavano il culto imperiale. Svetonio scrive anche di certami di poesia che si tenevano nell'anfiteatro, dove il peggior concorrente veniva fustigato e gettato nel fiume.

## Ampliamento

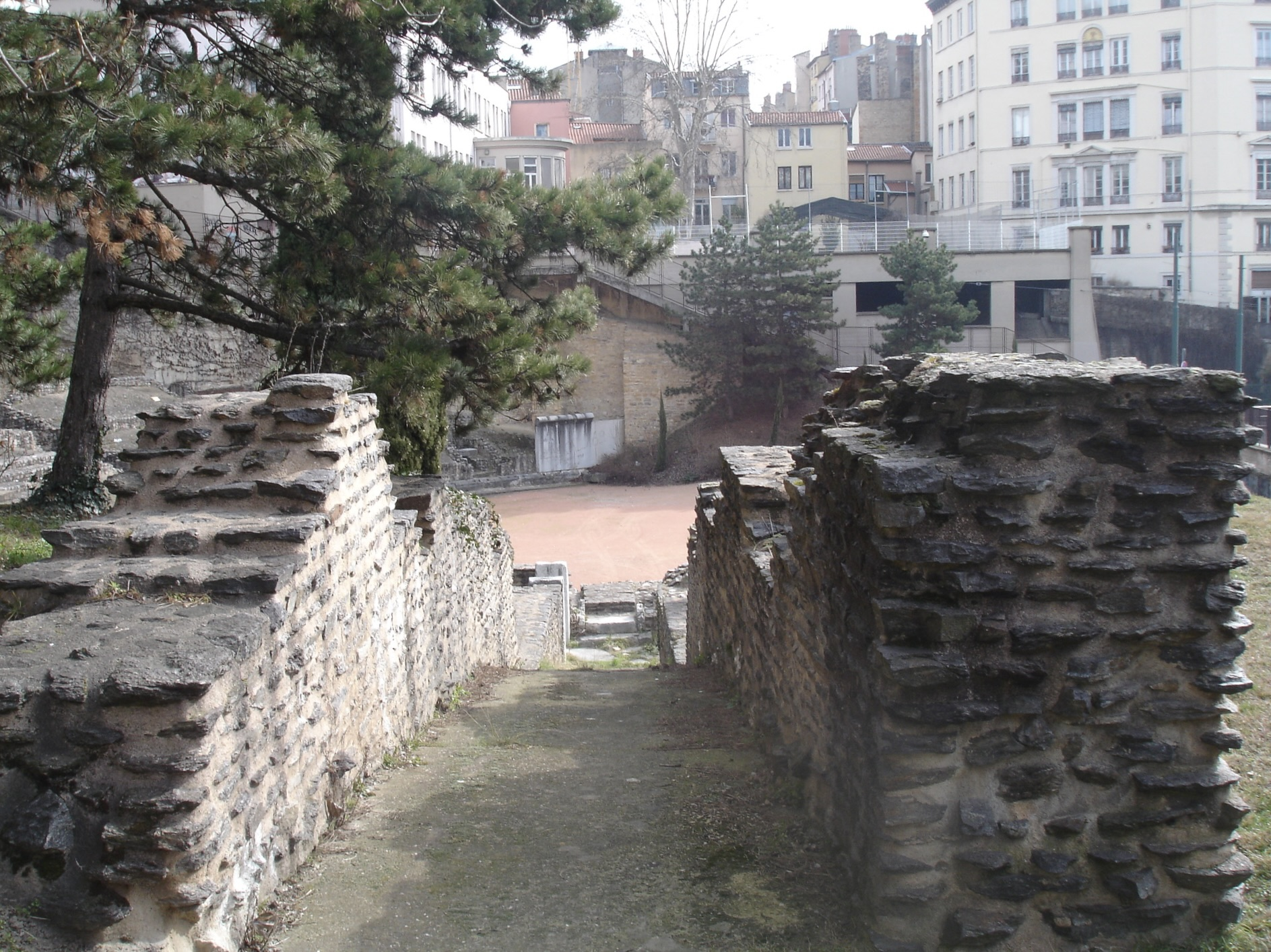
Mura del basamento

L'anfiteatro viene ingrandito negli anni 130-136, sotto Adriano, dal procuratore Gaio Giulio Celso. Due gallerie sono aggiunte attorno alla struttura precedente, il che porta l'anfiteatro a raggiungere delle dimensioni di 143,3 m x 117,4 m;  sono inoltre aggiunti un ingresso e due vomitoria.
Dopo i lavori d'ampliamento, la capacità è di circa 20 000 posti. L'edificio è aperto a tutta la popolazione di Lugdunum e dei dintorni. Qui gli storici situano il supplizio di sei dei martiri di Lione, fra cui santa Blandina, nell'estate del 177.

## Riscoperta e scavi
Sebbene la presenza di alcuni resti dell'anfiteatro siano attestati da una mappa di Lione del XVI secolo, i primi scavi avvenuti negli anni e 1818-1820 misero alla luce l'intero perimetro dell'arena. Ma nel 1820 l'area venne ricoperta e i grandi lavori urbanistici di Lione del XIX secolo distrussero la parte sud della struttura. I lavori di Martin-Daussigny e Chenavard per lo scavo della trincea della funicolare, avevano nel 1860, devastato la parte orientale dell'anfiteatro.
È stato solamente nel 1956 che scavi scientifici vennero eseguiti, portati poi avanti dalle campagne di scavo degli anni 1966-1967, 1971-1972 e 1976-1978. Sotto la direzione di Amable Audin, vennero messi alla luce i resti visibili oggigiorno.